# Canal Volga-Dom

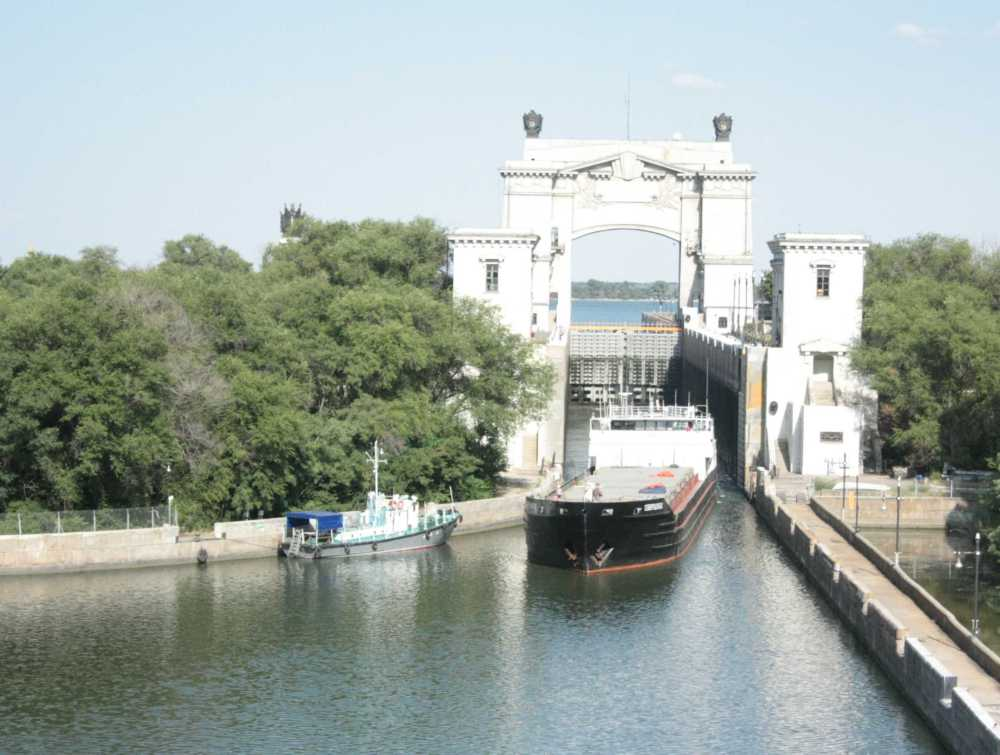
Comporta n.º 13 no canal Volga-Dom

O canal Volga-Dom em russo: Volgo-Donskoy Sudokhodny Kanal) é uma importante rota de navegação que conecta os rios Volga e Don, proporcionando uma ligação vital entre os mares Cáspio e de Azov, no sul da Rússia. Este canal desempenha um papel crucial no sistema de vias navegáveis do país, facilitando o transporte de mercadorias e passageiros entre diferentes regiões.

## Características
Construído entre 1930 e 1952, o Canal Volga-Don tem aproximadamente 101 quilômetros de extensão e é uma obra impressionante de engenharia. Ele conta com várias eclusas ao longo do percurso para superar as diferenças de nível entre os dois rios, permitindo que embarcações naveguem entre eles sem problemas.
Uma das principais funções do Canal Volga-Don é fornecer uma rota alternativa para o transporte marítimo entre o Mar Cáspio e o Mar de Azov, evitando a necessidade de navegar pelo estreito de Kerch, que é muitas vezes sujeito a condições climáticas adversas e congestionamento de tráfego. Isso torna o transporte de mercadorias mais eficiente e confiável, contribuindo para o comércio e a economia da região.

Além de facilitar o transporte de cargas, o Canal Volga-Don também desempenha um papel importante no turismo e na recreação. As margens do canal são frequentemente pontilhadas por vilarejos pitorescos e paisagens naturais deslumbrantes, atraindo visitantes interessados em cruzeiros fluviais e atividades ao ar livre.